# Fan Bing-bing
Fan Bing-bing (chino tradicional: 范冰冰, pinyin: Fàn Bīngbīng; Yantai, 16 de septiembre de 1981) es una actriz, cantante y productora china. Fan se hizo famosa en el este de Asia en 1998–1999 con la serie dramática de disfraces para televisión My Fair Princess. En 2003, protagonizó Cell Phone, que se convirtió en la película china más taquillera del año, y fue aclamada por la crítica en los Hundred Flowers Awards. Ha protagonizado muchas películas, entre las que destaca Lost in Beijing (2007), Buddha Mountain (2011), Double Xposure (2012) y I Am Not Madame Bovary (2016), donde recibió premios de prestigiosos premios como el Festival de Cine de Taipéi, el Festival Internacional de Cine de Tokio, el Festival Internacional de Cine de San Sebastián y los Asian Film Awards. Ha participado en varias películas internacionales, como la película francesa Stretch (2011), la película coreana My Way (2011) y la superproducción de Hollywood X-Men: Days of Future Past (2014).
Desde 2013, Fan ha sido catalogada como la celebridad mejor pagada en la lista de Forbes China Celebrity 100 durante cuatro años seguidos, luego de estar en el top 10 de todos los años desde 2006. Es una de las actrices mejor pagadas del mundo y es considerada un icono mundial de la moda debido a sus frecuentes apariciones en la alfombra roja, estrenos de películas y desfiles de moda.

## Carrera
Fan debutó en la serie de televisión Powerful Woman y desempeñó papeles menores durante dos años, antes de que alcanzara el estrellato en 1999 por su papel secundario como Jin Suo en las dos primeras temporadas de la serie de televisión china My Fair Princess, que fue adaptada del escritor taiwanés Chiung Yao. Ella había sido recomendada por la actriz taiwanesa Leanne Liu para unirse al elenco. El drama de la época cómica tuvo un gran éxito en Asia, lo que impulsó a Fan a convertirse en un nombre familiar en la región. Después de eso, Fan firmó un contrato de ocho años con la compañía de Chiung Yao, que produjo My Fair Princess. Sin embargo, como la compañía aún no había establecido sucursales en China continental, muchas empresas de publicidad televisiva de China continental tuvieron que hacer llamadas a Taiwán para las negociaciones, lo que resultó en una pérdida de tiempo y esfuerzo. Cuando Fan y su madre querían terminar el contrato, la compañía de Chiung Yao solicitó una compensación de ¥1 millón, pero finalmente el tribunal le ordenó a Fan pagar ¥200 000 porque el contrato era ilegal debido a su edad.

### 2000–2006
En 2000, Fan se unió a una compañía propiedad de Wang Jinghua, un administrador de artistas en China continental. A finales de 2000, Wang se convirtió en el gerente general de los hermanos Huayi, y Fan siguió a Wang y firmó un contrato de seis años con Huayi. Durante su tiempo con Huayi, Fan protagonizó muchas series de televisión, como Young Justice Bao II (2001), Red Poppies (2002), adaptada de la novela Mao Dun Literature Prize, y The Proud Twins (2005), adaptada de la novela de Ku Lung Juedai Shuangjiao. De 1999 a 2002, Fan actuó en un total de 17 series de televisión.
Fan también actuó en muchas películas. En 2003, protagonizó Cell Phone de Feng Xiaogang, que se convirtió en la película más taquillera del año en China. Fan ganó un Premio a la Mejor Actriz en los 27.º Hundred Flowers Awards, una nominación a la Mejor Actriz de Reparto de los 24.º Golden Rooster Awards y una nominación a la Mejor Actriz en los 10.º Huabiao Awards. También apareció en The Lion Roars (2002), The Twins Effect II (2004), A Chinese Tall Story (2005) y A Battle of Wits (2006). Recibió una nominación a los Golden Bauhinia Awards por su papel en la película épica chino-sur-coreano-japonesa A Battle of Wits.
Fan lanzó su primer álbum como cantante, Just Begun en 2005. Trabajó con productores de música y compositores para incorporar una amplia variedad de géneros en el álbum. En 2006, Forbes China otorgó su premio más premiado, la Estrella del Año, a Fan por su popularidad, alta cobertura de prensa y visitas a sitios web durante todo el año.

Respecto a su cooperación de seis años con los hermanos Huayi, Fan dijo:
Huayi me dio muchas oportunidades. Tiene un muy buen equipo y espíritu de cooperación. También hice mi mejor esfuerzo. Los seis años realmente son un tiempo sin parar. En la compañía, todos me llaman Astro Boy. Hice la mayoría de las obras, y soy la persona capaz de soportar las mayores dificultades. Ahora tengo 25 años, tengo entre 25 y 30 años, creo que enfrentaré cualquier experiencia que la vida o la carrera me presente, este período es un momento muy importante o una encrucijada para mí, y no quiero apresurarme a tomar cualquier decisión.

### 2007–2010
Fan se fue de Huayi Brothers en febrero de 2007 y comenzó su propio estudio, Fan Bingbing Studio. Ella protagonizó ocho películas en 2007, ganando el Premio a la Mejor Actriz de Reparto en los 44.º Golden Horse Film Awards por su papel en The Matrimony. También ganó el Premio a la Mejor Actriz en el 4.º Festival Internacional de Cine de Eurasia por su papel en la película Lost in Beijing.
En 2008, Fan comenzó una escuela de artes en Huairou, Beijing, y se desempeñó como directora, pero en realidad la escuela estaba a cargo de sus padres. También se convirtió en la líder del equipo de actores del centro de arte de West Movie Group. Ese año, su estudio realizó su primera producción televisiva, Rouge Snow (2008), adaptada de la novela del mismo nombre. Fan hizo el papel protagonista en la producción, retratando a una chica pobre que lucha por la libertad contra el destino después de ser vendida a un clan rico e influyente.
En 2009, su estudio produjo The Last Night of Madam Chin, una historia sobre la legendaria vida de una hermosa bailarina, adaptada de la novela del mismo nombre de Bai Xianyong. Ese año, Fan protagonizó la película de drama criminal Shinjuku Incident y fue elogiada por la crítica por su actuación. También desafió su primer papel de comedia en Sophie's Revenge junto a Zhang Ziyi. Fan apareció en la histórica película de acción Bodyguards and Assassins, que le valió una nominación a Mejor Actriz de Reparto en los Premios de Cine de Hong Kong.
En 2010, Fan protagonizó la épica histórica de Chen Kaige, Sacrifice. Fan dijo que ella eligió el papel ya que se sintió conmovida por el gran coraje de la princesa Zhuang Ji y un amor maternal muy feroz. El 24 de octubre, Buddha Mountain, protagonizada por Fan, se estrenó en el 23.º Festival Internacional de Cine de Tokio y le valió el Premio a la Mejor Actriz. En abril de 2010, el periódico Beijing News clasificó a Fan en el primer lugar en la lista de las "50 personas más bellas de China".

### 2011–2014

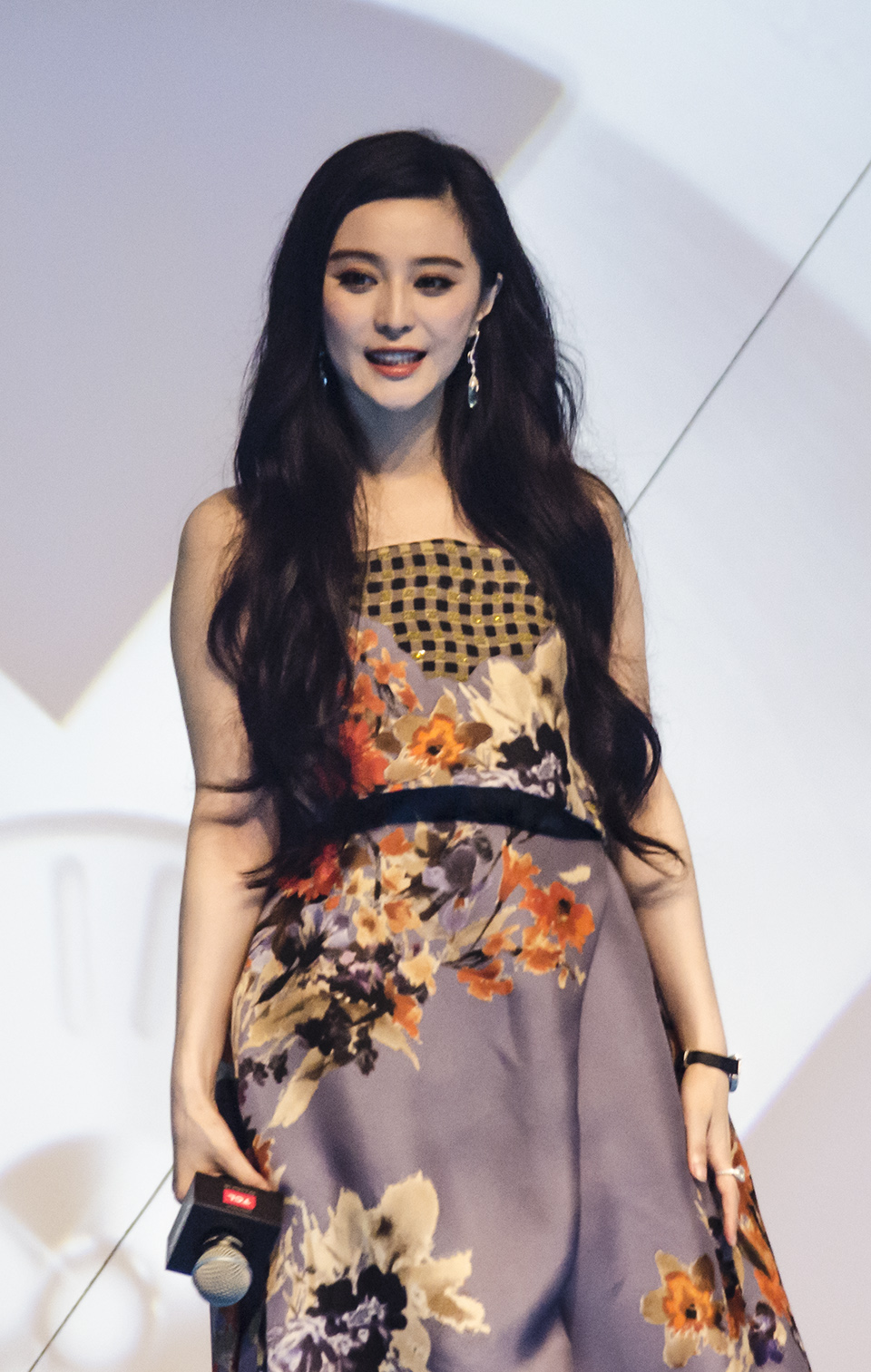
Fan Bingbing en el estreno en el Sudeste Asiático de X-Men: primera generación, el 14 de mayo de 2014, en Singapur.

En 2011, Fan protagonizó la película de artes marciales Shaolin junto a Andy Lau y Jackie Chan y The Founding of a Party, que se estrenó para conmemorar el 90 aniversario del Partido Comunista de China. Ese mismo año, participó en la película francesa Stretch con Nicolas Cazalé y David Carradine, así como en la producción surcoreana My Way. En mayo, apareció en el 64.º Festival de Cine de Cannes para promocionar My Way junto con el director Kang Je-gyu y los actores Jang Dong-gun y Joe Odagiri. En octubre, se convirtió en miembro del Jurado del Concurso Internacional del 24.º Festival Internacional de Cine de Tokio.
Durante el primer semestre de 2012, Fan asistió a muchos desfiles de moda en París. El 16 de mayo, asistió a la ceremonia de inauguración del 65.º Festival de Cine de Cannes como la única portavoz global de Asia Oriental en nombre de L'Oréal Paris. Forbes clasificó a Fan en tercer lugar en la lista de Forbes China Celebrity 100 de 2012 según su éxito en ese año.
El 17 de julio, apareció en la primera conferencia de prensa para promocionar la película Double Xposure, que se estrenó en China el 29 de septiembre. En esta película, ella interpreta a una niña que, después de sufrir un trauma durante la infancia, experimenta alucinaciones visuales después de ver a su padre matar a su madre. La mayoría de los críticos de cine elogiaron la actuación de Fan, y ganó los Premios Huading a la mejor actriz. La película fue un éxito financiero, con un beneficio de más de 100 millones de yenes, que rompió el récord de taquilla de una película de arte nacional en China. El 12 de diciembre, Fan apareció en Lost in Thailand, en la que hizo un cameo gratuito para "ayudar" a su primer cineasta, Xu Zheng. La película rompió el récord de taquilla y se convirtió en una de las películas chinas con mayor recaudación de todos los tiempos.
En 2013, Fan apareció como asistente del Dr. Wu, Wu Jiaqi, en la versión china de Iron Man 3, que se lanzó el 1 de mayo. Al comentar sobre su papel, Fan dijo: "Las personas que están familiarizadas conmigo saben que estoy dispuesto a ayudar a mis amigos. La producción de Iron Man 3 me preguntó si tenía tiempo para rodar durante medio día para ayudar, así que fui... Ayudar a los amigos me hace sentir a gusto". El mismo año, protagonizó junto a Aarif Rahman en la comedia romántica One Night Surprise, que se transmitió en el Día de San Valentín chino. La película de bajo presupuesto se convirtió en un éxito comercial y recibió críticas positivas.
Fan encabezó la lista 2013 de Forbes China Celebrity 100. Se convirtió en la primera embajadora de celebridades asiáticas en la Champagne House Moët & Chandon, y también en la embajadora de la marca Chopard. El 18 de mayo, The Hollywood Reporter honró a Fan como el Artista Internacional del Año en Cannes. El 9 de diciembre, el negocio B2C del gigante del comercio electrónico Alibaba Group, Taobao, anunció que Fan encabezaba la lista de las celebridades más valiosas para impulsar el negocio en línea y dijo que Fan influyó en aproximadamente US$74 millones en ventas en su sitio web de comercio electrónico. El 22 de diciembre, Fan recibió el Premio a la Mejor Actriz y el Premio a la Figura Más Caliente en la Ceremonia de Baidu.
En 2014, Fan interpretó al mutante Blink (Clarice Ferguson) en la película estadounidense de superhéroes X-Men: primera generación. También anunció que tiene un contrato de cuatro películas con 20th Century Fox. La película fue estrenada a nivel mundial y dio como resultado una mayor fama internacional y reconocimiento para Fan. El 31 de mayo, Barbie anunció el lanzamiento de la muñeca Fan Bingbing Celebrity Specialty en Shanghái. Fan se convirtió en la primera actriz de China en ser invitada a unirse al Salón de la Fama de la celebridad mundial de Barbie. Louis Vuitton también eligió a Fan como la primera actriz asiática que recibió un vestido especialmente diseñado para su alfombra roja.
Fan regresó a la televisión después de una pausa de 6 años en The Empress of China, la tercera producción de televisión de Fan Bingbing Studio. Con un presupuesto total de más de ¥300 millones (aproximadamente US$49,53 millones), se cree que es la serie de televisión más cara de la historia china. En la serie, Fan interpreta al personaje titular Wu Zetian, la única mujer emperadora en la historia china. La serie de televisión de 82 episodios se emitió en Hunan Television del 21 de diciembre de 2014 al 5 de febrero de 2015, y registró las calificaciones más altas de este año. Ese mismo año protagonizó la película de fantasía de wuxia The White Haired Witch of Lunar Kingdom.

### 2015-2018
En 2015, Fan se unió al programa de variedades de CCTV como juez en Amazing Chinese y como participante en el reality show Challenger's Alliance. Ella protagonizó Ever Since We Love, su cuarta colaboración con el director Li Yu. Fan ganó el premio a la Mejor Actriz en el 1.er Festival de Cine Chino de Berlín por su papel en la película. Fan también protagonizó la película histórica Lady of the Dynasty, donde interpreta a Yang Guifei. Ella ocupó el cuarto lugar en la lista de actrices mejor pagadas de Forbes para 2015.
En 2016, Fan apareció en la comedia de acción Skiptrace junto a Jackie Chan y el actor estadounidense Johnny Knoxville, que le otorgaron el premio a la Mejor Actriz de Reparto en los 1st Golden Screen Awards. Fan luego protagonizó L.O.R.D: Legend of Ravaging Dynasties de Guo Jingming. La película, que se estrenó el 30 de septiembre, es la primera película animada por computadora de China. Fan ganó la Concha de Plata a la Mejor Actriz en el 64.º Festival Internacional de Cine de San Sebastián y el Premio Golden Rooster a la Mejor Actriz por su actuación en I Am Not Madame Bovary dirigida por Feng Xiaogang.
Fan fue honrado en la Gala Time 100 2017 en Manhattan, reconocida en la lista de la revista TIME de las cien personas más influyentes de 2017. En abril de 2017, se anunció a Fan como miembro del jurado del 70.º Festival de Cine de Cannes. El mismo año protagonizó Sky Hunter, la primera película de guerra aérea de China.
En 2018, Fan participó en la película de drama criminal de Cao Baoping, The Perfect Blue. Fan fue nombrado embajador mundial de varias marcas, como ReFa Beauty Care Tools, De Beers, King Power y Montblanc.

## Vida personal
El 29 de mayo de 2015, se anunció que estaba saliendo con el actor Li Chen, más tarde el 16 de septiembre de 2017, anunciaron que se habían comprometido después de que Li Chen le propusiera matrimonió durante su fiesta de cumpleaños, sin embargo a finales de junio del 2019 se anunció que habían terminado.
Fan tiene un hermano menor llamado Fan Chengcheng que es uno de los miembros del grupo Nine Percent. Fan Bingbing es miembro del Partido Comunista de China.

### Evasión fiscal y desaparición
En octubre de 2018 la actriz desapareció misteriosamente y durante tres meses no se conoció su paradero. Luego se supo que había estado detenida.
El 28 de mayo de 2018, la presentadora de televisión Cui Yongyuan usó las redes sociales para filtrar un contrato redactado que revela que Fan recibió el pago de 10 millones de yuanes por sus cuatro días de trabajo en la próxima película de Feng Xiaogang, Cell Phone 2. Al día siguiente, Cui publicó un segundo contrato redactado mostrando una cantidad de 50 millones de yuanes por el mismo trabajo, lo que sugiere que el contrato más pequeño estaba destinado a informar a las autoridades fiscales para evitar que se le cobren impuestos por su compensación total de 60 millones de yuanes.
Esta divulgación llevó a las autoridades fiscales de la provincia de Jiangsu y la ciudad de Wuxi a investigar un caso sospechoso de evasión fiscal. El estudio de Fan emitió una declaración en la que negaba haber firmado contratos separados para un solo trabajo. Afirmaron que cooperarían plenamente con las autoridades pertinentes en la investigación y abordarían las preocupaciones del público.
Más tarde, se presumió que Fan había desaparecido debido a su última aparición pública el 1 de julio de 2018 y su falta de actividad en las redes sociales después del 23 de julio. Tras meses de especulaciones por parte de sus seguidores y medios de comunicación, Fan rompió el silencio el 3 de octubre de 2018 pidiendo disculpas al público por evasión de impuestos después de que las autoridades chinas le ordenaron a ella y a sus compañías pagar unos 883 millones de yuanes (127,4 millones de dólares) en impuestos y sanciones para evitar el procesamiento penal. La actriz, en un comunicado, explicó: "He padecido un dolor y tormento como nunca en la vida. [...] Sin las excelentes políticas del Partido y el país, sin el cariño de la gente, no existiría Fan Bingbing".

### Filantropía
Heart Ali, un proyecto iniciado por Fan y Chen Lizhi (el gerente general de Beijing Maxtimes Culture Development Co.Ltd), tiene como objetivo ayudar a los niños que padecen una enfermedad cardíaca congénita en la prefectura de Ngari en el Tíbet. Fan los ha visitado varias veces con equipos médicos para identificar a los niños que necesitan tratamiento. Después de la identificación, los niños y sus padres son llevados en grupos a Beijing o Shanghái para la cirugía.
La primera evaluación se realizó el 8 de agosto de 2010, cuando Fan y varios otros de Beijing fueron a Ngari para examinar a los niños con cardiopatías congénitas. Diagnosticaron a 267 niños con cardiopatía congénita. La segunda proyección se realizó en junio de 2011. Un grupo de voluntarios, convocado por Fan Bingbing Studio y Chen Lizhi, incluidos miembros del estudio de Fan, dos médicos del Centro de Enfermedades Cardíacas del Hospital Primero Afiliado de la Universidad de Tsinghua y otros nueve voluntarios, con equipo de ecocardiografía portátil, fue Ngari para diagnosticar niños con cardiopatía congénita. Esta vez, el grupo examinó a 336 niños y diagnosticó 78 casos de cardiopatía congénita. La tercera evaluación se realizó el 5 de abril de 2012. Los miembros de Fan Bingbing Studio, Chen Lizhi, dos médicos del primer hospital afiliado de la Universidad de Tsinghua, dos médicos del Hospital cardio-torácico Yodak de Shanghái y algunos otros voluntarios, fueron a Ngari para examinar a los niños con congénitos. enfermedad del corazón. En 12 días, los voluntarios examinaron a casi 10 000 niños y diagnosticaron más de 160 casos de cardiopatías congénitas. Desde agosto de 2010, más de 200 niños con cardiopatías congénitas han recibido tratamiento médico en Beijing y Shanghái. Since August 2010, more than 200 children with congenital heart disease have received medical treatment in Beijing and Shanghái.

### Icono de la moda
El 13 de mayo de 2010, Fan llevaba un "Dragon Robe" en la alfombra roja del 63.º Festival de Cine de Cannes. El vestido, codiseñado por el diseñador chino Laurence Hsu y Fan, presenta dos dragones saltando y olas rompiendo en el dobladillo, en el color amarillo brillante que fue utilizado exclusivamente por los emperadores en la antigua China. El vestido fue recogido por el Victoria & Albert Museum en Londres el 12 de marzo de 2012. Laurence Hsu anunció que el vestido que se muestra en el museo es una versión modificada del original, que fue comprada por Madame Tussauds.
El 11 de mayo de 2011, Fan, vestido con un vestido de grúa, apareció en la alfombra roja en la ceremonia de inauguración del 64.º Festival de Cine de Cannes. Fan subastó el vestido por aproximadamente un millón de RMB para su proyecto de caridad, Heart Ali, el 27 de abril de 2012.
En la alfombra roja de la ceremonia de inauguración del 65.º Festival de Cine de Cannes, Fan lució un elegante vestido sin tirantes pálido diseñado por su amigo Christopher Bu, decorado con brillantes diseños florales e historias sobre las Cuatro Bellezas de la antigua China. Inspirada en un jarrón de porcelana, la vibra antigua de su vestido se complementó con su peinado, que la hacía parecer una joven doncella en la dinastía Tang.
Debido a estas apariciones en Cannes, Fan ha atraído una notable atención de los medios. En los últimos años, Fan recibió varias invitaciones de marcas de moda como Valentino Garavani, Giorgio Armani, Salvatore Ferragamo Italia S.p.A., Atelier Versace, Christian Dior y Louis Vuitton, para asistir a desfiles de moda en París, Pekín y Shanghái. El 3 de julio de 2012, cerró el espectáculo Stéphane Rolland Couture en París, y apareció en el final del desfile de modas. El 31 de julio, ocupó el puesto número nueve en la lista de Vanity Fair de las mejores vestidas del mundo en 2012. El 19 de septiembre, fue galardonada con el premio Personal Style Award por Elle (edición estadounidense). El 2 de diciembre, se convirtió en la nueva embajadora de la serie de bolsos "Epi Alma" de Louis Vuitton. El 5 de diciembre, fue galardonada como "La mujer más bella del año" por la revista Esquire (edición china). El 24 de diciembre, fue seleccionada por el sitio web Red Carpet Fashion Awards como la Mejor Estrella Internacional Vestida 2012.
Fan se unió a la ceremonia de inauguración del estreno del Festival de Cine de Cannes 2013, con un vestido Louis Vuitton personalizado, y esa fue la primera vez que la casa de modas francesa creó un vestido especialmente para una actriz asiática. En diciembre, posó para la campaña publicitaria primavera/verano 2014 de Louis Vuitton.
Apareció en la lista de Vanity Fair de las mejores vestidas del mundo en 2015 y 2016.

## Filmografía

### Películas
| Año  | Título                                                       | Papel                    | Notas |
| ---- | ------------------------------------------------------------ | ------------------------ | --- |
| 2001 | Reunion 手足情深                                             | Jing                     | |
| 2002 | The Lion Roars 河东狮吼                                      | Princesa Ping'an         | |
| 2002 | Fall in Love at First Sight 一见钟情                         | Jiu Jiu                  | |
| 2003 | Dragon Laws I: The Undercover 卧底威龙                       | Yu Feng                  | Telefilme |
| 2003 | Cell Phone 手机                                              | Wu Yue                   | Hundred Flowers Award a la mejor actriz Nominada – Golden Rooster Award a la mejor actriz de reparto Nominada – Huabiao Award a la mejor actriz revelación |
| 2004 | The Twins Effect II 千机变2花都大战                          | Buitre rojo              | |
| 2005 | A Chinese Tall Story 情癫大圣                                | Princesa Xiaoshan        | |
| 2006 | A Battle of Wits 墨攻                                        | Yiyue                    | Nominada – Golden Bauhinia Award a la mejor actriz |
| 2007 | Love to Be Found in Newhere 青苹果                           | Cheng Lin                | |
| 2007 | The Matrimony 心中有鬼                                       | Xu Manli                 | Golden Horse Film Award a la mejor actriz de reparto |
| 2007 | Call for Love 爱情呼叫转移                                   | Chen Xiaoyu              | |
| 2007 | Sweet Revenge 寄生人                                         | Cheung Yung              | |
| 2007 | Lost in Beijing 苹果                                         | Liu Pingguo              | Eurasia International Film Festival Award a la mejor actriz                                                                                                |
| 2007 | Flash Point 导火线                                           | Julie                    | |
| 2007 | Contract Lover 合约情人                                      | Liu Zao                  | |
| 2007 | Crossed Lines 命运呼叫转移之生之欢歌                         | Ning Can; Xin Ran        | |
| 2008 | Desires of the Heart 桃花运                                  | Zhang Ying               | |
| 2008 | Home Run 回家的路 (疯狂直播秀)                               | Tian Cong                | |
| 2008 | Kung Fu Hip-Hop 精舞门                                       | Tina                     | |
| 2009 | Shinjuku Incident 新宿事件                                   | Lily                     | |
| 2009 | Sophie's Revenge 非常完美                                    | Joanna Wang Jingjing     | |
| 2009 | Wheat 麦田                                                   | Li                       | |
| 2009 | Bodyguards and Assassins 十月围城                            | Yueru                    | |
| 2010 | Future X-Cops 未来警察                                       | Meili / Milie            | Estrella invitada |
| 2010 | East Wind Rain 东风雨                                        | Huanyan                  | |
| 2010 | Chongqing Blues 日照重庆                                     | Zhu Qing                 | |
| 2010 | Sacrifice 赵氏孤儿                                           | Princesa Zhuang          | |
| 2011 | Stretch                                                      | Pamsy                    | |
| 2011 | Shaolin 新少林寺                                             | Yan Xi                   | |
| 2011 | Buddha Mountain 观音山                                       | Nan Feng                 | Tokyo International Film Festival Award a la mejor actriz Beijing College Student Film Festival Award a la mejor actriz                                    |
| 2011 | The Founding of a Party 建党伟业                             | Emperatriz viuda Longyu  | |
| 2011 | My Way                                                       | Shirai                   | |
| 2012 | Double Xposure 二次曝光                                      | Song Qi                  | Huading Award a la mejor actriz |
| 2012 | Lost in Thailand 人再囧途之泰囧                              | (Ella misma)             | Estrella invitada |
| 2013 | Iron Man 3                                                   | Wu Jiaqi                 | Fan sólo aparece en la versión China |
| 2013 | One Night Surprise 一夜惊喜                                  | Michelle                 | |
| 2014 | X-Men: primera generación                                    | Clarice Ferguson / Blink | |
| 2014 | The White Haired Witch of Lunar Kingdom 白发魔女传之明月天国 | Lian Nishang             | |
| 2015 | Ever Since We Love 万物生长                                  | Liu Qing                 | |
| 2015 | Lady of the Dynasty 杨贵妃                                   | Yang Guifei              | |
| 2015 | Unity 万物一体                                               | Narradora                | Documental |
| 2015 | The Peanuts Movie 花生漫画大电影：史努比                     | Sally Brown              | Doblaje en mandarín |
| 2016 | L.O.R.D: Legend of Ravaging Dynasties 爵迹                   | Gui Shan Lian Quan       | |
| 2016 | Skiptrace 绝地逃亡                                           | Bai                      | |
| 2016 | I Am Not Madame Bovary 我不是潘金莲                          | Li Xuelian               | Concha de Plata a la mejor actriz |
| 2017 | The Moon and the Sun 日月人鱼                                | Mermaid                  | |
| 2017 | The Lady in the Portrait 画框女人                            | Empress Ulanara          | |
| 2022 | The 355                                                      | Lin Mi Sheng             | |

### Televisión
| Año  | Título                                            | Papel                                 | Notas                                                               |
| ---- | ------------------------------------------------- | ------------------------------------- | ------------------------------------------------------------------- |
| 1996 | Powerful Woman 女强人                             |                                       |                                                                     |
| 1997 | Love Travel 爱之旅                                |                                       |                                                                     |
| 1997 | My Fair Princess 还珠格格                         | Jinsuo                                |                                                                     |
| 1998 | The Scary Folktales - Black Moth 乡野传奇之大黑蛾 | Huniu                                 |                                                                     |
| 1998 | My Fair Princess II 还珠格格2                     | Jinsuo                                |                                                                     |
| 1998 | Ma Yongzhen 马永贞                                | Bai Xiaodie; Ma Suzhen                |                                                                     |
| 1999 | The Kitchen God 人间灶王                          | Princesa Hongyan                      |                                                                     |
| 1999 | Master of Zen 达摩祖师                            | A'si                                  |                                                                     |
| 1999 | Legend of Dagger Li 小李飞刀                      | Xing'er                               |                                                                     |
| 1999 | The Act of the Youngs 青春出动                    | Huang Xiaoduo                         |                                                                     |
| 2000 | The Story of the Past 风雨步高苑                  | Lin Siyuan                            | Título Chino alternativo Hongchen Wangshi (红尘往事)                |
| 2000 | Floating in Chaos 乱世飘萍                        | Fenghuang Nü; Run Ge'er; Run Tianhong |                                                                     |
| 2000 | Storm in Zhongguan Village 中关村风暴             | Su Xue'er                             | Título Chino alternativo Heihun (黑魂)                              |
| 2000 | Qin Shi Huang 秦始皇                              | Princesa A'ruo                        |                                                                     |
| 2001 | Young Justice Bao II 少年包青天2                  | Little Dragonfly                      |                                                                     |
| 2001 | The Book of Love 爱情宝典之救风尘                 | Song Yinzhang                         |                                                                     |
| 2001 | Sweetheart of the Palace 皇宫宝贝                 | Shangguan Xueru                       | Estrella invitada                                                   |
| 2001 | Jiangshan Weizhong 江山为重                       | Lü Siniang                            | Estrella invitada Título Chino alternativo Da Qing Diguo (大清帝国) |
| 2001 | Homeward Bound 情缘的天空                         | Ma Jiahui                             | Título Chino alternativo Geiwo Yige Ma (给我一个妈)                 |
| 2002 | Red Poppies 尘埃落定                              | Tana                                  |                                                                     |
| 2002 | Flying Dragon - the Special Unit 特警飞龙         | Yu Feng                               |                                                                     |
| 2002 | Princess Enuo 婀娜公主                            | Princesa Enuo                         |                                                                     |
| 2002 | Famous Cathcher in Kanto 名捕镇关东               | Princesa Ning'an                      |                                                                     |
| 2003 | The Legend of the Treasure Basin 聚宝盆           | Zhao Xue'er                           | Estrella invitada                                                   |
| 2003 | Heroic Legend 萍踪侠影                            | Yunlei                                |                                                                     |
| 2003 | No. 4 Female Prison 四号女监                      | Chen Yu                               | Título Chino alternativo Di San Ke Zidan (第三颗子弹)               |
| 2003 | Lucky Zhu Bajie 福星高照猪八戒之老鼠爱上猪        | Hued Rat                              |                                                                     |
| 2003 | Library 天一生水                                  | Fan Yunlian                           |                                                                     |
| 2004 | Explosion 大爆炸                                  | Luo Xiao                              | Título Chino alternativo Tufa Shijian (突发事件)                    |
| 2004 | Soaring Ambition Justice Bao 凌云壮志包青天       | Yelü Aoxue                            | Título Chino alternativo Jianlin Tianxia (剑临天下)                 |
| 2004 | The Proud Twins 小鱼儿与花无缺                    | Tie Xinlan 鐵心蘭                     |                                                                     |
| 2004 | Mu Guiying 巾帼英雄穆桂英                         | Lijun                                 | Estrella invitada                                                   |
| 2004 | Da Tang Fu Rong Yuan 大唐芙蓉园                   | Yang Guifei                           |                                                                     |
| 2005 | Eight Heroes 八大豪侠                             | Chu Xiangxiang                        | Estrella invitada                                                   |
| 2005 | A Beautiful New World 美丽新天地                  | Cheng Lin                             |                                                                     |
| 2006 | The Legend and the Hero 封神榜之凤鸣岐山          | Daji                                  |                                                                     |
| 2006 | An Angel Will Love You for Me 会有天使替我爱你    | Fan Wenxing                           |                                                                     |
| 2007 | War and Destiny 庚子风云                          | Jin Nuannuan                          | Estrella invitada                                                   |
| 2007 | Human Love 人间情缘                               | Gan Lu                                | Estrella invitada                                                   |
| 2008 | Rouge Snow 胭脂雪                                 | Wen Yuhe                              | También creadora y cantante del tema principal                      |
| 2009 | The Last Night of Madam Chin 金大班的最后一夜     | Jin Zhaoli                            | También productora y cantante del tema principal                    |
| 2015 | The Empress of China 武则天                       | Wu Zetian                             | También productora                                                  |
| 2022 | Insider                                           | Lam                                   | Serie surcoreana                                                    |

### Apariciones en programas de variedades
| Año        | Programa              | Notas                      |
| ---------- | --------------------- | -------------------------- |
| 2017       | Day Day Up            | invitada - junto a Li Chen |
| 2016, 2017 | Happy Camp            | 2 episodios - invitada     |
| 2016       | Ace vs Ace            | episodio #1 - invitada     |
| 2015       | Hurry Up, Brother     | episodio #2.01 - invitada  |
| 2014       | Chef Nic (十二道锋味) |                            |

### Eventos
| Año  | Programa                                  | Notas |
| ---- | ----------------------------------------- | ----- |
| 2019 | 2019 Sohu Fashion Awards: Salute To Stars |       |

## Premios y nominaciones
| Año  | Premio                                                 | Trabajo                                 | Categoría                                 | Resultado | Ref.    |
| ---- | ------------------------------------------------------ | --------------------------------------- | ----------------------------------------- | --------- | ------- |
| 2002 | 25th Hundred Flowers Awards                            | Fall in Love at First Sight             | Mejor actriz                              | Nominado  |         |
| 2004 | 10th Huabiao Awards                                    | Cell Phone                              | Outstanding New Actress                   | Nominado  | [ 15 ]  |
| 2004 | 24th Golden Rooster Awards                             | Cell Phone                              | Mejor actriz de reparto                   | Nominado  | [ 14 ]  |
| 2004 | 27th Hundred Flowers Awards                            | Cell Phone                              | Mejor actriz                              | Ganador   | [ 13 ]  |
| 2004 | 4th Chinese Film Media Awards                          | Cell Phone                              | Mejor actriz de reparto                   | Nominado  |         |
| 2007 | 12th Golden Bauhinia Awards                            | A Battle of Wits                        | Mejor actriz                              | Nominado  | [ 18 ]  |
| 2007 | 44th Golden Horse Awards                               | The Matrimony                           | Mejor actriz de reparto                   | Ganador   | [ 22 ]  |
| 2007 | 4th Eurasia International Film Festival                | Lost in Beijing                         | Mejor actriz                              | Ganador   | [ 23 ]  |
| 2010 | 3rd Huading Awards                                     | The Last Night of Madam Chin            | Mejor actriz                              | Nominado  |         |
| 2010 | 29th Hong Kong Film Awards                             | Bodyguards and Assassins                | Mejor actriz de reparto                   | Nominado  | [ 29 ]  |
| 2011 | 23rd Tokyo International Film Festival                 | Buddha Mountain                         | Mejor actriz                              | Ganador   | [ 32 ]  |
| 2011 | 18th Beijing College Student Film Festival             | Buddha Mountain                         | Mejor actriz                              | Ganador   | [ 140 ] |
| 2012 | 3rd China Film Director's Guild Awards                 | Buddha Mountain                         | Mejor actriz                              | Nominado  |         |
| 2012 | 9th Huading Awards                                     | Double Xposure                          | Mejor actriz                              | Ganador   | [ 49 ]  |
| 2012 | 12th Chinese Film Media Awards                         | Double Xposure                          | Mejor actriz                              | Nominado  |         |
| 2013 | 20th Beijing College Student Film Festival             | Double Xposure                          | Mejor actriz                              | Nominado  |         |
| 2013 | 1st China Film International Festival London           | One Night Surprise                      | Mejor actriz                              | Nominado  |         |
| 2013 | 1st China Film International Festival London           | N/A                                     | Most Influential Chinese Actress Overseas | Ganador   | [ 141 ] |
| 2015 | 15th Huading Awards                                    | The White Haired Witch of Lunar Kingdom | Mejor actriz                              | Nominado  |         |
| 2015 | 17th Huading Awards                                    | The Empress of China                    | Mejor actriz                              | Nominado  |         |
| 2015 | 17th Huading Awards                                    | The Empress of China                    | Best Producer                             | Nominado  |         |
| 2016 | 1st Berlin Chinese Film Festival                       | Ever Since We Love                      | Mejor actriz                              | Ganador   | [ 74 ]  |
| 2016 | 1st Gold Aries Award Macau International Film Festival | Ever Since We Love                      | Mejor actriz                              | Nominado  |         |
| 2016 | 1st Golden Screen Awards                               | Skiptrace                               | Mejor actriz de reparto                   | Ganador   | [ 78 ]  |
| 2016 | 64th San Sebastián International Film Festival         | I Am Not Madame Bovary                  | Mejor actriz                              | Ganador   | [ 80 ]  |
| 2016 | 53rd Golden Horse Awards                               | I Am Not Madame Bovary                  | Mejor actriz                              | Nominado  | [ 142 ] |
| 2017 | 11th Asian Film Awards                                 | I Am Not Madame Bovary                  | Mejor actriz                              | Ganador   | [ 143 ] |
| 2017 | 8th China Film Director's Guild Awards                 | I Am Not Madame Bovary                  | Mejor actriz                              | Ganador   | [ 144 ] |
| 2017 | 31st Golden Rooster Awards                             | I Am Not Madame Bovary                  | Mejor actriz                              | Ganador   | [ 81 ]  |

## Discografía

### Just Begun
Just Begun es el nombre de su álbum debut. Salió al mercado el 21 de noviembre de 2005, lanzado por Warner Music Beijing Co.,Ltd.
| Just Begun |                                                           |                       |                       |          |  |
| N.º        | Título                                                    | Letras                | Música                | Duración |  |
| 1.         | «飞鸟» (Flying Bird)                                      | Wang Zheng (王铮)     | Cang Yanbin (仓雁彬)  | 4:07     |  |
| 2.         | «刚刚开始» (Just Begun)                                   | Wen Ya (文雅)         | Lee Wei song (李伟菘) | 4:22     |  |
| 3.         | «海的女儿» (Daughter of the Sea)                          | Wen Ya (文雅)         | Lee Wei song (李伟菘) | 4:22     |  |
| 4.         | «妈妈谈恋爱» (Mother in Love)                             | Wen Ya (文雅)         |                       | 3:25     |  |
| 5.         | «海边» (Seaside)                                          | Wen Ya (文雅)         |                       | 4:20     |  |
| 6.         | «It's Raining Day»                                        |                       |                       | 5:06     |  |
| 7.         | «给我不同» (Give Me the Difference)                       |                       |                       | 4:14     |  |
| 8.         | «夕阳» (Sunset)                                           |                       |                       | 3:59     |  |
| 9.         | «花之魅» (Charm of Flowers)                               | Vincent Fang (方文山) | Chen Zhongyi (陈忠义) | 3:53     |  |
| 10.        | «坐在巷子口的那对男女» (That Couple Sitting in the Alley) | Zi Ranjuan (自然卷)   | Zi Ranjuan (自然卷)   | 2:38     |  |
| 11.        | «遥远的爱恋» (Distant Love)                               |                       |                       | 4:29     |  |
| 44:55      |                                                           |                       |                       |          |  |

### Singles
| Año  | Título                                  | Notas                                                                |
| ---- | --------------------------------------- | -------------------------------------------------------------------- |
| 2000 | Floating in Chaos 乱世浮萍              | Canción de créditos de Floating in Chaos                             |
| 2002 | Happiness for Thousand Years 幸福千万年 | Canción de créditos de Yinshu                                        |
| 2003 | Long Summer 长夏                        |                                                                      |
| 2004 | Flowers Blossom, At Ease 花开自在       | Canción de créditos de Soaring Ambition Justice Bao                  |
| 2007 | Beyond Love 爱超越                      | Canción de Crossed Lines                                             |
| 2007 | Chasing Love 追爱                       | Canción de Crossed Lines                                             |
| 2007 | Rouge 胭脂                              | Canción de Rouge Snow (versión china)                                |
| 2007 | Rouge Snow 胭脂雪                       | Canción de Rouge Snow (Overseas version)                             |
| 2008 | Dare to Fly 勇敢飞                      | Canción de Kung Fu Hip-Hop                                           |
| 2009 | Love Ends, People Part Ways 爱终人散    | Canción deThe Last Night of Madam Chin                               |
| 2009 | I Thought 我以为                        | Canción de créditos de The Last Night of Madam Chin                  |
| 2011 | Farewell 辞                             | Canción de Buddha Mountain, letra de Han Han y música de Mavis Fan   |
| 2013 | One Night Surprise 一夜惊喜             | Canción de One Night Surprise, letra de Fan y música de Aarif Rahman |